# Elizabeth Bray Allen
Elizabeth Bray Allen, född 1692, död 1774, var en amerikansk plantageägare. Hon var från 1727 och framåt ägare av flera av Virginias största plantager, och kunde genom äktenskapskontrakt fortsätta att sköta dem även under ytterligare två giftermål trots omyndigheten för gifta kvinnor. Hon är också känd för den utbildningsfond hon grundade för fattiga barn. 